# Asiatiska spelen 1974
Asiatiska spelen 1974, även känd som den VII Asiaden, hölls i Teheran i Iran mellan den 1 och 16 september 1974, det var de sjunde asiatiska spelen. Det var första gången som spelen hölls i Iran och även första gången spelen hölls i Mellanöstern. Totalt deltog 3 010 aktiva från 25 olika länder.
Totalt anordnades 202 tävlingar i 16 olika sporter. Total delades 601 medaljer ut (200 guld, 198 silver och 203 brons). Av 25 deltagande länder tog 19 minst en medalj. Det land som tog flest guldmedaljer var Japan (75 stycken), följt av Iran (36 stycken) och Kina (32 stycken). Huvudarena för spelen var sportkomplexet Aryamehr, numera Azadi, vilket byggdes för spelen.

## Arenor
Tävlingarna hölls i sportkomplexet Aryamehr, vilket ligger i västra Teherans cirka 13 kilometer från centrum. Komplexet byggdes för spelen. Den centrala byggnaden i komplexet är Azadistadion, då Aryamehrstadion, vilken öppnades 1 april 1971 och tog 100 000 åskådare. Komplexet består också av flera mindre idrottsanläggningar och en sjö.

## Förberedelser

### Säkerhet
De asiatiska spelen 1974 hade mycket strikta säkerhetsåtgärder på grund av rapporterade hot från palestinska grupper och från en japansk militant sekt.

### Öppningsceremonin

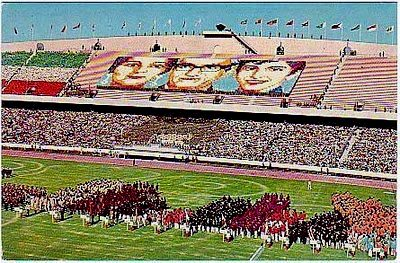
Öppningsceremonin på Aryamehrstadion.

I den inledande paraden in på arenan bar varje delegation sitt eget lands nationaldräkt eller andra traditionella dräkter och marscherade och hälsade på publiken och de övriga deltagarna på sina egna traditionella vis. Före varje delegation kom en idrottskvinna iförd en traditionell dräkt tillhörande någon av Irans olika etniska befolkningsgrupper. Öppningsceremonin innehöll även rörliga plakat som visade historiskt och kulturellt viktiga platser i Iran. Det delades ut tusentals små flaggor för de deltagande nationerna till publiken och 5 000 vita duvor släpptes som en symbol för fred och vänskap.
Det hölls även en demonstration av iransk dans och musik av 1 500 utbildade artister och en stor grupp traditionella musiker. En träningssession i traditionell iransk brottning, zurkhaneh hölls också i uppvisningssyfte där 500 bastanikarer deltog ackompanjerade av 100 trummor.

## Sporter
Gymnastik och fäktning tillkom som nya sporter på de asiatiska spelens program vilket betydde att antalet sporter totalt blev 16. Det var även första gången som en basketturnering för kvinnor anordnades.
| - Badminton - Basketboll - Bordtennis - Boxning - Brottning - Cykling - Fotboll - Friidrott - Fäktning | - Gymnastik - Landhockey - Simhopp - Simning - Skytte - Tennis - Tyngdlyftning - Vattenpolo - Volleyboll |

## Medaljfördelning

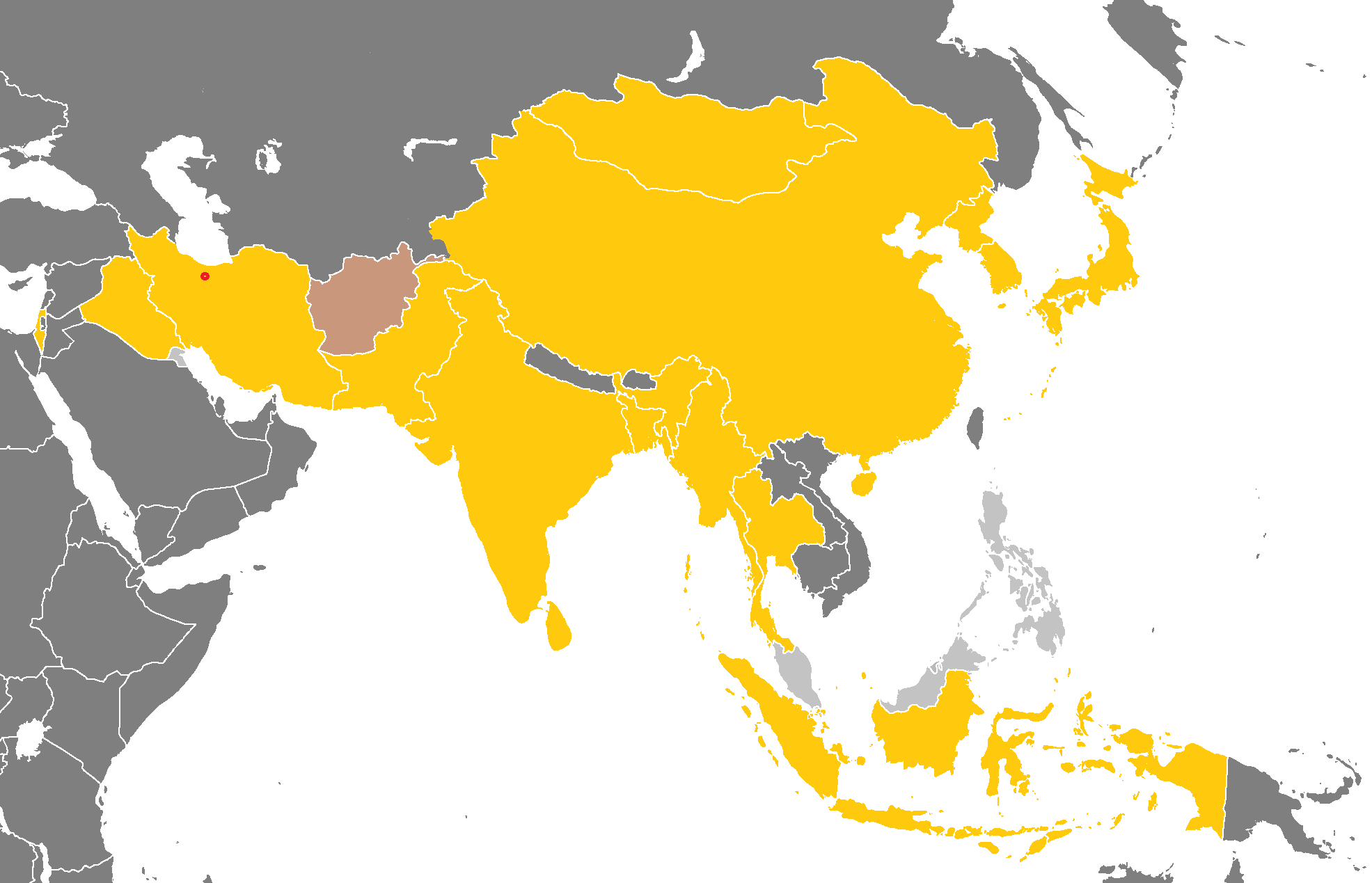
Nationer som tog medaljer.

*   Värdnation
| Pl.    | Nation       | Guld | Silver | Brons | Totalt |
| ------ | ------------ | ---- | ------ | ----- | ------ |
| 1      | Japan        | 75   | 49     | 51    | 175    |
| 2      | Iran*        | 36   | 28     | 17    | 81     |
| 3      | Kina         | 32   | 46     | 27    | 105    |
| 4      | Sydkorea     | 16   | 26     | 15    | 57     |
| 5      | Indonesien   | 15   | 14     | 17    | 46     |
| 6      | Israel       | 7    | 4      | 8     | 19     |
| 7      | Indien       | 4    | 12     | 12    | 28     |
| 8      | Thailand     | 4    | 2      | 8     | 14     |
| 9      | Nordkorea    | 3    | 4      | 4     | 11     |
| 10     | Mongoliet    | 2    | 5      | 8     | 15     |
| 11     | Pakistan     | 2    | 0      | 7     | 9      |
| 12     | Sri Lanka    | 2    | 0      | 0     | 2      |
| 13     | Singapore    | 1    | 3      | 7     | 11     |
| 14     | Irak         | 1    | 0      | 3     | 4      |
| 15     | Filippinerna | 0    | 2      | 11    | 13     |
| 16     | Malaysia     | 0    | 1      | 5     | 6      |
| 17     | Myanmar      | 0    | 1      | 2     | 3      |
| 18     | Kuwait       | 0    | 1      | 0     | 1      |
| 19     | Afghanistan  | 0    | 0      | 1     | 1      |
| Totalt | Totalt       | 200  | 198    | 203   | 601    |

## Deltagande nationer
Jämfört med Asiatiska spelen 1970 var det sju ytterligare nationer som deltog i dessa spel och totalt cirka 3 600 idrottare och funktionärer representerade 25 nationer. De nationer som deltog i Asiatiska spelen för första gången var Bahrain, Kuwait och Irak från västra Asien och Kina, Mongoliet, Laos och Nordkorea från östra Asien.
Vid en konferens för Asian Games Federation som hölls tio månader innan spelen beslutades att utesluta Taiwan och acceptera Folkrepubliken Kinas inträde.
| - Afghanistan - Bahrain - Burma - Hongkong - Filippinerna - Indien - Indonesien - Irak - Iran | - Israel - Japan - Khmerrepubliken - Kina - Kuwait - Laos - Malaysia - Mongoliet - Nepal | - Nordkorea - Pakistan - Singapore - Sri Lanka - Sydkorea - Sydvietnam - Thailand |